# Maria Aladern Sagrera
Maria Aladern Sagrera (Blanes, 17 d'octubre de 1941) és una escriptora catalana.

## Biografia
Filla de pescadors i neta de pagesos, ha dedicat gran part de la seva vida al comerç. Un cop va abandonar les seves obligacions professionals i després de formar-se a l'Ateneu Barcelonès, va iniciar la seva carrera literària amb la publicació de Camins d'arrels, obra guanyadora del IV certamen Paraules a Icària, que convoca l'Ajuntament de Barcelona, al districte de Sant Martí, juntament amb Edicions Saragossa.
L'any 2014 va publicar El bram de l'aigua; el 2017, Escales amunt, obra també guanyadora de la IX edició del certamen Paraules a Icària; el 2019, L'hoste inesperat, i el 2022, La nissaga dels O'Doyle.

## Obra
Camins d'arrels (ed. Saragossa). Novel·la centrada en el món rural de les terres catalanes, a la primera meitat del segle xx. El pagès i la mestressa, els hereus i les pubilles, els amors i els desamors. Els casaments pactats, els naixements i les morts. La duresa del dia a dia i també el temps colpidor de la guerra civil. Tot plegat permet descobrir una forma de vida i un vocabulari que el pas del temps va relegant a l'oblit.
El bram de l'aigua (ed. Saragossa). La història comença a finals del segle xix, quan el comerç esclavista estava a les acaballes. Una nissaga de navegants i pescadors que s'entrecreua al llarg de la novel·la fins ben entrada la segona meitat del segle xx. És un retrat d'un poble de mariners de la Costa Brava amb els seves costums i tradicions i el seu parlar salat. Records d'un temps on el mar ho era tot, però que també ho podia treure tot.
Escales amunt (ed. Saragossa). És una metàfora de l'evolució d'una noia de poble que deixa el convent per anar a servir a casa d'una família de la burgesia catalana. El seu afany d'aprendre i la lluita per obrir-se pas a través d'un ambient arrogant on el menyspreu i la doble moral són acceptats socialment, l'empenyen a escalar posicions. Descripció amb tocs d'ironia de l'època de la transició política.
L'hoste inesperat (ed. Saragossa). L'aparició d'un hoste inesperat el dia de Nadal es converteix en un revulsiu per a la família. Una novel·la coral on els personatges, davant la necessitat, acaben fent el que sempre havien proclamat que no farien mai.
La Nissaga dels O'Doyle (ed. Sunya). A finals del segle xix molta gent es va veure obligada a deixar la seva terra. La nissaga dels O'Doyle és el relat d’uns immigrants irlandesos que amb el seu esforç, tant en el món de la pesca com en el de la restauració, aconsegueixen fer-se un lloc a la societat de Maryland. Homes i dones de diferents posicions socials i culturals, amb les seves lluites i fracassos, ambició desmesurada i amors peculiars, van marcant el desenvolupament de la història.